# Dom Zdrowia dra Jana Gwiazdomorskiego w Krakowie
Dom Zdrowia dra Jana Gwiazdomorskiego obecnie Szpital Ginekologiczno-Położniczy im. Rafała Czerwiakowskiego – szpital znajdujący się w Krakowie, w dzielnicy I przy ul. H. Siemiradzkiego 1, na rogu z ul. Łobzowską, na Piasku.
Budynek szpitala powstał w latach 1888-1889 według projektu Władysława Ekielskiego. Inwestorem był krakowski lekarz Jan Gwiazdomorski, który otworzył w 1883 roku, pierwszą w Galicji prywatną lecznicę zwaną Domem Zdrowia. Początkowo działała ona przy ul. Karmelickiej 39, a od roku 1889 w nowym gmachu przy ul. Siemiradzkiego 1.
Pracowali w niej wybitni lekarze, m.in. Jan Mikulicz-Radecki, Jan Glatzel, Edward Korczyński. Klinika mogła przyjąć do 30 pacjentów. Specjalizowała się w chirurgii oraz ginekologii i położnictwie.
Najbardziej znanym pacjentem kliniki był Stanisław Wyspiański, który w 1907 roku był tutaj leczony i tutaj zmarł. 
W 1950 roku klinikę znacjonalizowano, a budynek został siedzibą Krakowskiego Pogotowia Ratunkowego. 
W 1985 roku Pogotowie przeniesiono, budynek wyremontowano. Otworzono, będący częścią Specjalistycznego Zespołu Matki i Dziecka, Szpital Położniczy, a w nim powstały, jako jedne z pierwszych w PRL-u, sale umożliwiające wspólne przebywanie matki wraz z dzieckiem.
Od marca 2003 roku, po przejęciu przez spółkę pracowniczą, szpital funkcjonuje jako Niepubliczny Zakład Opieki Zdrowotnej Szpital Ginekologiczno-Położniczy im. Rafała Czerwiakowskiego albo skrótowo Szpital na Siemiradzkiego.

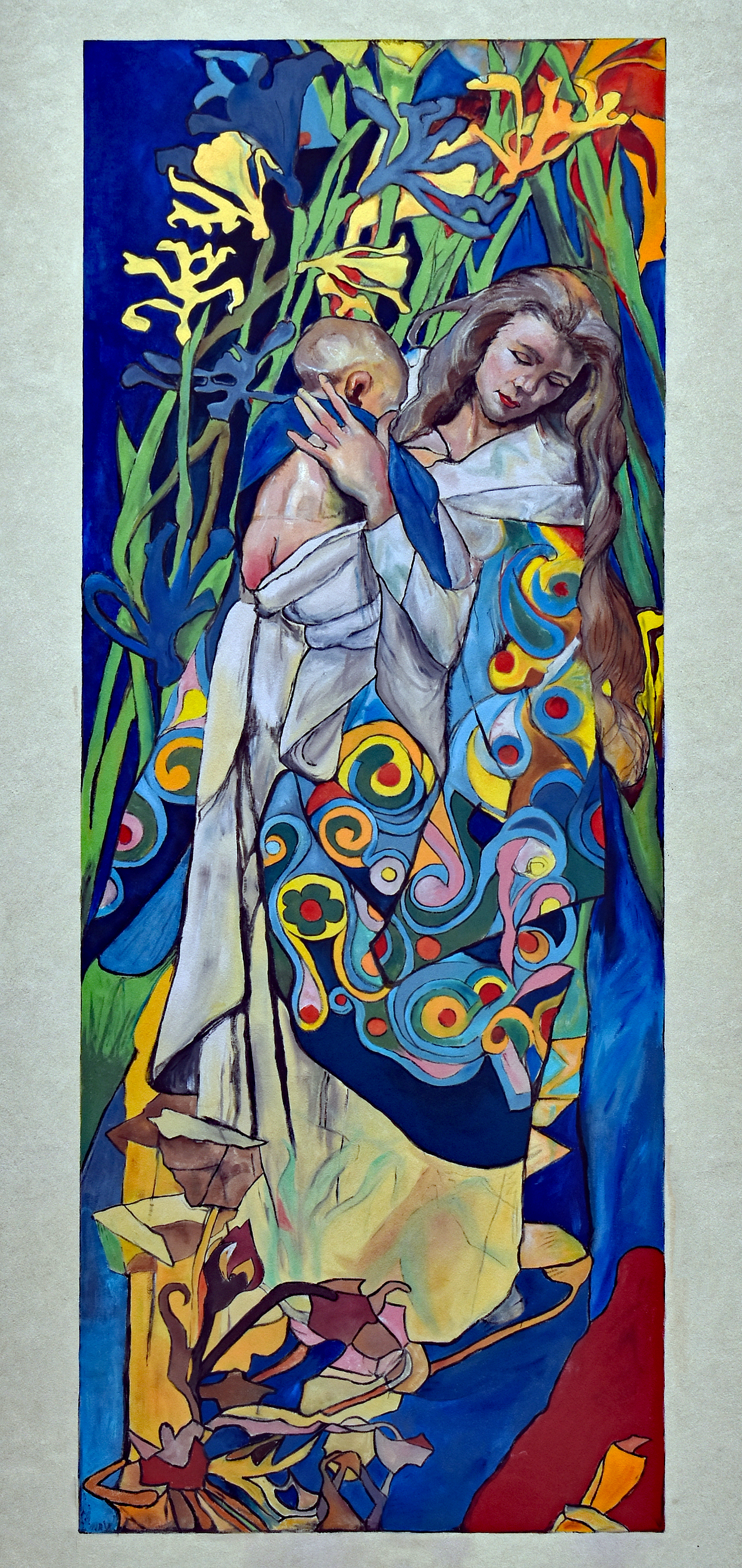
Mural „Caritas” albo „Madonna z Dzieciątkiem” według projektu Stanisława Wyspiańskiego z 1904, wykonany przez Natalię Kuczmę i Antoniego Paprotnego murale-art.pl. w lipcu 2022 na ścianie szpitala od ul. Łobzowskiej
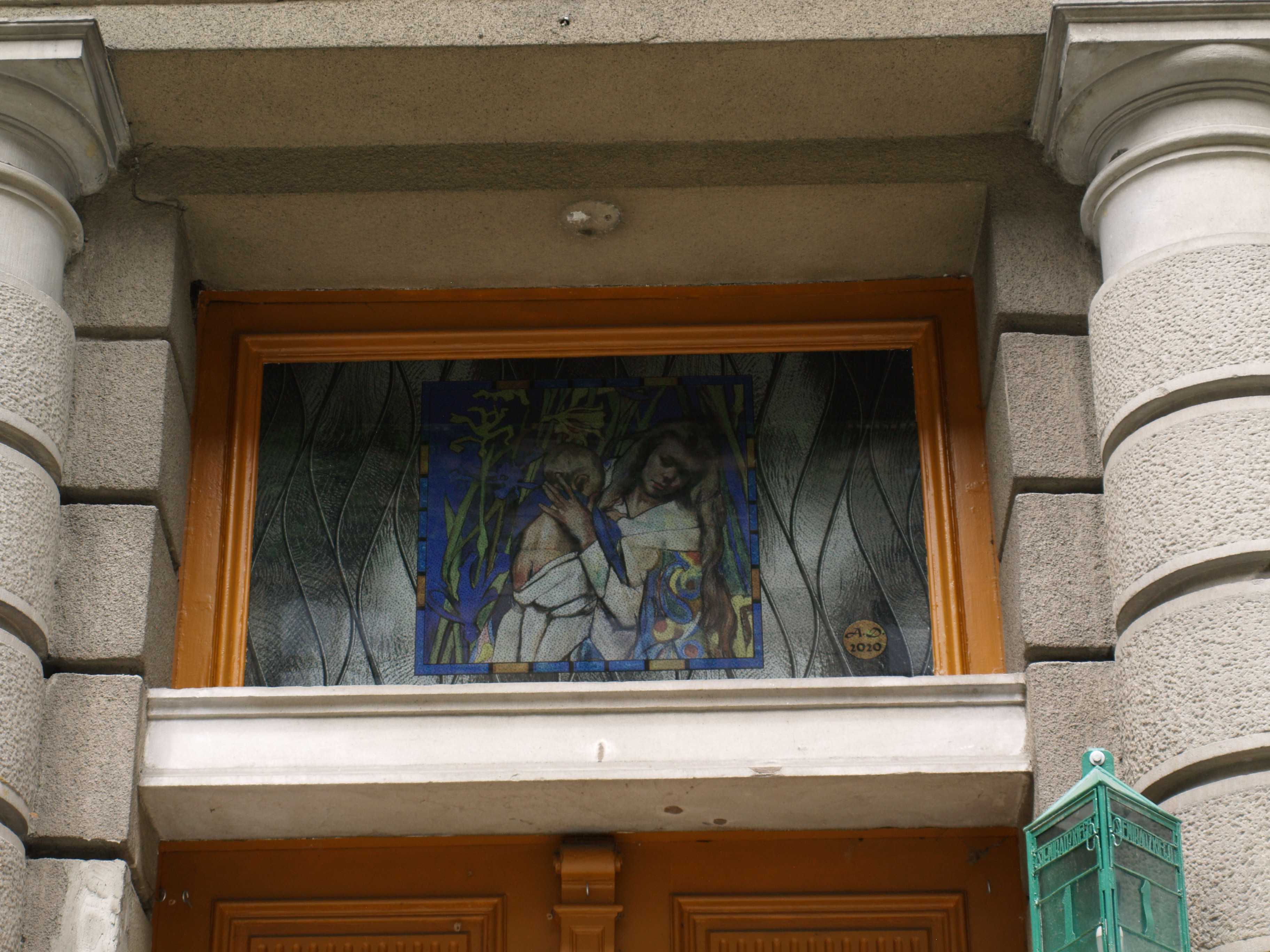
witraż nad wejściem od ul. Siemiradzkiego

## Źródła
- Praca zbiorowa Zabytki Architektury i budownictwa w Polsce. Kraków, Krajowy Ośrodek Badań i Dokumentacji Zabytków, Warszawa 2007, ISBN 978-83-92298-1
- Praca zbiorowa Encyklopedia Krakowa, Wydawnictwo Naukowe PWN, Warszawa-Kraków 2000, ISBN 83-01-13325-2